# Ternitz
Ternitz er en by og kommune i det østlige Østrig, med et indbyggertal (pr. 2007) på cirka 15.000. Byen ligger i delstaten Niederösterreich.